# Gundwad, Raybag
Gundwad là một làng thuộc tehsil Raybag, huyện Belgaum, bang Karnataka, Ấn Độ.